# فرودگاه مالکوم مک‌کینون
فرودگاه مالکوم مک‌کینون (به انگلیسی: Malcolm McKinnon Airport) (به زبان بومی: McKinnon St. Simons Island Airport) یک فرودگاه همگانی بهره‌برداری هوایی با کد یاتا SSI است که یک باند فرود آسفالت دارد و طول باند آن ۱۷۶۸ متر است. این فرودگاه در کشور ایالات متحده آمریکا قرار دارد و در ارتفاع ۶ متری از سطح دریا واقع شده است.